# Guy Miserque
Guy Miserque (Froidchapelle, 16 juli 1945 - 9 april 2020) was een Belgisch hockeyer.

## Levensloop
Miserque begon zijn carrière op circa 8-jarige leeftijd bij Park Woluwe. Met deze club won hij in seizoen 1963-'64 de Beker van België. In seizoen 1964-'65 won hij de Gouden Stick. In 1969 maakte hij de overstap naar Royal Uccle Sport. Tot op 39-jarige leeftijd maakte hij er deel uit van de eerste ploeg, waarmee hij tien landstitels (1975, 1976, 1977, 1978, 1979, 1980, 1981, 1982, 1983 en 1984) behaalde, vijfmaal de Beker van België (1972, 1974, 1980, 1981 & 1984) won en driemaal de finale bereikte van de Europacup I (1976, 1977 en 1984).
Daarnaast maakte hij deel uit van het Belgisch hockeyteam, waarmee hij onder andere deelnam aan de Olympische Zomerspelen van 1964, 1968, 1972 en 1976.  In totaal verzamelde hij 190 caps.
Met de Belgisch zaalhockeyploeg behaalde Miserque zilver op het Europees kampioenschap van 1976 in het Nederlandse Arnhem.
Van beroep was hij leerkracht lichamelijke opvoeding.